# Bleke stofuil
De bleke stofuil (Athetis gluteosa) is een nachtvlinder uit de familie van de uilen, de Noctuidae.

## Beschrijving
De voorvleugellengte bedraagt tussen de 13 en 15 millimeter. De grondkleur van de smalle voorvleugels is vaalbruin, de achtervleugels zijn vaalwit.

## Voorkomen
De soort komt van België en Frankrijk via Centraal- en Zuid-Europa, via Centraal-Azië tot Korea en Japan. De vlinder kent één generatie die vliegt van eind juni tot halverwege augustus.

### In Nederland en België
De bleke stofuil is in Nederland niet recent waargenomen. In België is het een zeer zeldzame soort, die waargenomen is in de provincie Namen.